# Беларди, Эмануэле
Эмануэле Беларди (итал. Emanuele Belardi; 9 октября 1977, Эболи, Италия) — итальянский футболист, вратарь. Последний клуб — «Гроссето».

## Карьера
Свою карьеру Беларди начал в 1995 году в клубе «Реджина». В начале и вплоть до сезона 2000/01 он был лишь резервным вратарём команды, а уже после стал номером 1.
В сентябре 2004 года, Эмануэле после не самых блестящих сезонов оставил Реджо-ди-Калабрия и перешёл в «Наполи», который был сослан в Серию C1. В команде он отыграл 5 месяцев и перешёл в «Модену», где он был лишь сменщиком Джорджо Фреццолини. В сезоне 2005/06 Беларди перешёл на правах аренды в «Катанцаро». В конце сезона он вернулся в «Реджину». Летом 2006 года Эмануэле стал игроком «Ювентуса», где является заменой Буффона. В сезоне 2007/08 по причине травмы Джиджи, Беларди сыграл несколько не самых удачных матчей. В 2008 году Беларди на правах аренды перешёл в «Удинезе».
В январе 2012 года подписал контракт с «Реджиной».